# União das Freguesias de Adoufe e Vilarinho de Samardã
Die União das Freguesias de Adoufe e Vilarinho de Samardã ist eine portugiesische Gemeinde (Freguesia) im Kreis (Concelho) Vila Real im Norden Portugals.

## Geschichte
Die Gemeinde entstand im Zuge der Gebietsreform vom 29. September 2013 durch die Zusammenlegung der ehemaligen Gemeinden Adoufe und Vilarinho de Samardã.
Adoufe wurde Sitz der neuen Verwaltung.

## Demographie
| Freguesia | Freguesia                     | Freguesia | Freguesia       | ehemalige Freguesias | ehemalige Freguesias | ehemalige Freguesias | ehemalige Freguesias |
| --------- | ----------------------------- | --------- | --------------- | -------------------- | -------------------- | -------------------- | -------------------- |
| Wappen    | Freguesia                     | Einwohner | Fläche in (km²) | Wappen               | Freguesia            | Einwohner            | Fläche in (km²)      |
|           | Adoufe e Vilarinho de Samardã | 2658      | 37,76           |                      | Adoufe               | 2166                 | 16,05                |
|           | Adoufe e Vilarinho de Samardã | 2658      | 37,76           | Vilarinho de Samardã | 740                  | 21,71                |                      |